# Michael Bentine
Michael Bentine (26 de enero de 1922 – 26 de noviembre de 1996) fue un actor y humorista británico, miembro fundador de The Goon Show.

## Biografía
Su verdadero nombre era Michael James Bentin, y nació en Watford, Inglaterra, siendo sus padres de origen peruano  e inglés. Se crio en Folkestone, Kent, y uno de sus amigos fue un joven David Tomlinson. Estudió en el Colegio Eton, y hablaba con fluidez inglés, español y francés. Su padre había sido ingeniero aeronáutico de la compañía Sopwith durante y después de la Primera Guerra Mundial.
En la Segunda Guerra Mundial se presentó voluntario para alistarse en varios cuerpos (su primera elección fue la RAF por influencia paterna), pero fue rechazado a causa de la nacionalidad peruana de su padre. 
Empezó su carrera interpretativa en 1940, en una compañía de giras en Cardiff, actuando en la pieza Sweet Lavender. Se sumó a la compañía shakespeariana del actor Robert Atkins en el Regent's Park de Londres,  hasta que fue llamado a servicio por la RAF. Estaba actuando en una obra de Shakespeare en un teatro al aire libre de Hyde Park cuando la Policía militar de la RAF le arrestó por deserción. Sin su conocimiento, la RAF había dado una orden para su reclutamiento mientras se encontraba de gira con su compañía.
Una vez en la RAF, sufrió un accidente a causa de una inoculación equivocada de la vacuna contra la fiebre tifoidea. A causa de ello, Bentine permaneció en coma seis semanas. Cuando despertó, su vista se había afectado, quedándole miopía para el resto de su vida. Dado que ya no era apto para el vuelo, fue transferido a la RAF Intelligence, y posteriormente al MI9, una unidad dedicada a apoyar a los movimientos de resistencia y ayudar a la evasión de prisioneros. Su inmediato superior fue el evadido de Colditz Airey Neave. Al final de la guerra tomó parte de la liberación del campo de concentración de Bergen-Belsen.[cita requerida]

## Carrera como actor
Tras la guerra trabajó en el Teatro Windmill y en las revistas Starlight Roof. Decidió hacerse comediante, especializándose en humor inusual, a menudo utilizando viñetas y animaciones. 
Fue cofundador de The Goon Show, programa radiofónico en el que participaban Spike Milligan, Peter Sellers, y Harry Secombe, aunque él solamente actuó en los primeros 38 shows de la BBC Light Programme entre 1951 y 1953. También actuó en el film de The Goon Show Down Among the Z Men. Dejó el programa manteniendo buena relación con sus compañeros, especialmente con Secombe y Milligan, con los que mantuvo amistad toda su vida. El motivo de su abandono fue realizar su propia serie radiofónica, y pasó dos años, 1954 y 1955, en Australia.
En 1954 empezó a trabajar como presentador de televisión con una serie infantil de la BBC, The Bumblies. 
Durante 1959 trabajó en la serie para la radio Round the Bend in 30 Minutes. Entre 1960 y 1964 tuvo una serie televisiva, It's a Square World, con la cual ganó un premio BAFTA en 1962 y el Grand Prix de la Presse de Montreux en 1963.
Entre 1974 y 1980 fue el narrador y presentador del programa dirigido al público infantil Michael Bentine's Potty Time.

### Otras actividades
Bentine también fue escritor. Tres de sus libros, The Long Banana Skin (1975), The Door Marked Summer (1981), y The Reluctant Jester (1992), son autobiográficos. 
En la década de 1960 tomó parte en la primera expedición con hovercraft para subir por el río Amazonas.
En 1995 Bentine fue nombrado CBE por la reina Isabel II del Reino Unido "por su servicio al entretenimiento ". También ganó la Orden al Mérito de Perú, como lo había hecho su abuelo, Antonio Bentin Palamero.
Entre sus aficiones se incluía la parapsicología. Como resultado de sus investigaciones y las de su familia acerca del tema, resultaron sus libros The Door Marked Summer y The Doors of the Mind. Fue, en sus últimos años, presidente de la Asociación para el Estudio Científico de Fenómenos Anómalos.
El gran interés de Michael Bentine por la ciencia siempre fue pasado por alto. Sin embargo, el 14 de diciembre de 1977 apareció junto a Arthur C. Clarke en el programa presentado por Patrick Moore en la BBC 'The Sky At Night'. Bentine intervino de nuevo en otro programa de temática similar con Patrick Moore en 1980.

## Familia y salud
Bentine se casó dos veces. Con su primera mujer, Elaine, tuvo un hijo. Con su segunda esposa, Clementina Stuart, bailarina del Royal Ballet, permaneció casado más de cincuenta años y tuvo cuatro hijos: Gus (nombre real Stuart), Fusty (Marylla), Suki (Serena) y Peski (Richard). Sus dos hijas mayores fallecieron a causa de cáncer (cáncer de mama y linfoma), y Gus falleció en un accidente con una avioneta Piper PA-18. Como consecuencia de la investigación llevada a cabo por el actor sobre el accidente, y también como consecuencia de sus contactos con la policía británica, escribió la novela Lords of the Levels.
Desde 1975 hasta su fallecimiento, él y su esposa pasaron los inviernos en una segunda casa en Palm Springs, California. Poco antes de su muerte a causa de un cáncer de próstata ocurrida en Londres a los 74 años de edad, había sido visitado en su domicilio en Inglaterra por Carlos de Gales, amigo del actor.

## Programas
Algunos de los programas en los que Bentine participó fueron:
- The Great Bong (1993)
- The Sky at Night (1980)
- The Sky at Night (1977)
- Bentine (1975)
- Michael Bentine's Potty Time (1973–80)
- All Square (1966)
- The Golden Silents (1965)
- It's a Square World (1960-64)
- Round the Bend in Thirty Minutes (1959)
- After Hours (1958–59)
- Yes, It's the Cathode-Ray Tube Show! (1957)
- The Bumblies (1954)
- Goonreel (1952)
- The Goon Show (1950–52)

## Cine
- Rentadick (1972)
- Bachelor of Arts (1971)
- The Sandwich Man (1966)
- We Joined the Navy (1962)
- The Do-It-Yourself Cartoon Kit (1961)
- I Only Arsked! (1958)
- Raising a Riot (1955)
- John and Julie (1955)
- Forces' Sweetheart (1953)
- Down Among the Z Men (1952)
- Cookery Nook (1951)

## Libros
- The Reluctant Jester sub-title My Head-on Collision with the 20th Century - Bantam Press - 1992 - ISBN 0-593-02042-1
- Open Your Mind sub-title The quest for creative thinking - Bantam Press - 1990 - ISBN 0-593-01538-X
- Templar - Bantam Press - 1988 - ISBN 0-593-01339-5
- The Condor and The Cross sub-title An Adventure Novel of the Conquistadors - Bantam Press - 1987 - ISBN 0-593-01265-8
- Lords of The Levels - Grafton - 1986 - ISBN 0-586-06643-8
- The Shy Person's Guide To Life - Grafton - 1984 - ISBN 0-586-06167-3
- Doors of The Mind - Granada - 1984 - ISBN 0-246-11845-8
- The Door Marked Summer - Granada - 1981 - ISBN 0-246-11405-3
- Smith & Son Removers - Corgi - 1981 - ISBN 0-552-12074-X
- The Long Banana Skin - New English Library - 1976 - ISBN 0-450-02882-8
- Madame's Girls and other stories (1980)
- The Best of Bentine (1984) Panther
- The Potty Encyclopedia (1985)
- The Potty Khyber Pass (1974)
- The Potty Treasure Island (1973)
- Square Games (1966) Wolfe SBN 0723400806
- M. Bentine & J. Ennis Michael Bentine's Book of Square Holidays (1968) Wolfe SBN 72340019 9